# 富士市立図書館
富士市立図書館（ふじしりつとしょかん）は、静岡県富士市の公共図書館の総称。中央図書館（及び中央図書館分館）、西図書館、東図書館、富士文庫、中央図書館今泉分室、中央図書館田子浦分室、中央図書館大淵分室、中央図書館富士川分室、及びでごいち文庫、移動図書館から成る。

## 沿革
「令和2年度　富士市の図書館」を参照。
- 1946年（昭和21年）4月15日 - 鷹岡町に佐野一夫による私立富士文庫が開館。
- 1951年（昭和26年） - 4月1日、吉原市立図書館が教育委員会事務局に開館（昭和28年に吉原小学校講堂2階、昭和30年に旧町村会事務局跡に移転）。12月6日には富士町立公民館文庫が富士町立第一小学校敷地内に開館。
- 1954年（昭和29年） - 4月1日、旧富士市の誕生に伴い、富士町立公民館文庫は富士市立公民館文庫と名称変更。11月1日には富士市立岩松文庫を開設。
- 1955年（昭和30年） - 11月25日、富士市立田子浦文庫を開設。
- 1963年（昭和38年）2月11日、吉原市立図書館が今泉に新築移転開館（のちの旧中央図書館）。
- 1966年（昭和41年） - 6月25日、鷹岡町立公民館図書室が開館。11月1日、新・富士市の誕生に伴い、各図書館の名称を富士市立と変更。
- 1968年（昭和43年）5月1日、移動図書館を開設。「ふじ号」（初代）に1000冊を搭載。
- 1970年（昭和45年）11月、元吉原、須津、吉永、原田、大淵に開館した各公民館に図書室を開設。
- 1978年（昭和53年）4月17日、入山瀬公園内に客車を改修してでごいち文庫が開館。
- 1980年（昭和55年）11月25日、旧社会保険事務所を改修し、市立西図書館が開館。
- 1987年（昭和62年） - 4月1日、吉永公民館内に市立東図書館が開館。11月4日、私立富士文庫が閉館し、蔵書5万冊の寄贈を受ける。
- 1990年（平成2年）4月18日、富士市立富士文庫が新築開館。
- 1995年（平成7年）10月4日、新・中央図書館を現在地に新築移転開館。
- 2000年（平成12年） - 4月16日、今泉文庫が開館（のちの中央図書館今泉分室）。8月10日、中央図書館付属施設（分館）が開館。
- 2003年（平成15年）4月12日、中央図書館田子浦分室が開館。
- 2008年（平成20年） - 4月20日、中央図書館大淵分室が開館。11月5日、富士川町との合併に伴い中央図書館富士川分室が開館。

## 各館

### 中央図書館
「令和2年度　富士市の図書館」参照。
- 所在地：永田北町3-7
- 開館：1963年（昭和38年）2月11日（1995年（平成7年）10月4日移転）
- 敷地面積：5,279.47㎡
- 延床面積：7,526.47㎡
- 構造：鉄筋コンクリート（一部鉄骨）造（地上4階、地下1階）
- 蔵書：58万冊（うち児童書12万9千冊）

#### 中央図書館付属施設（分館）

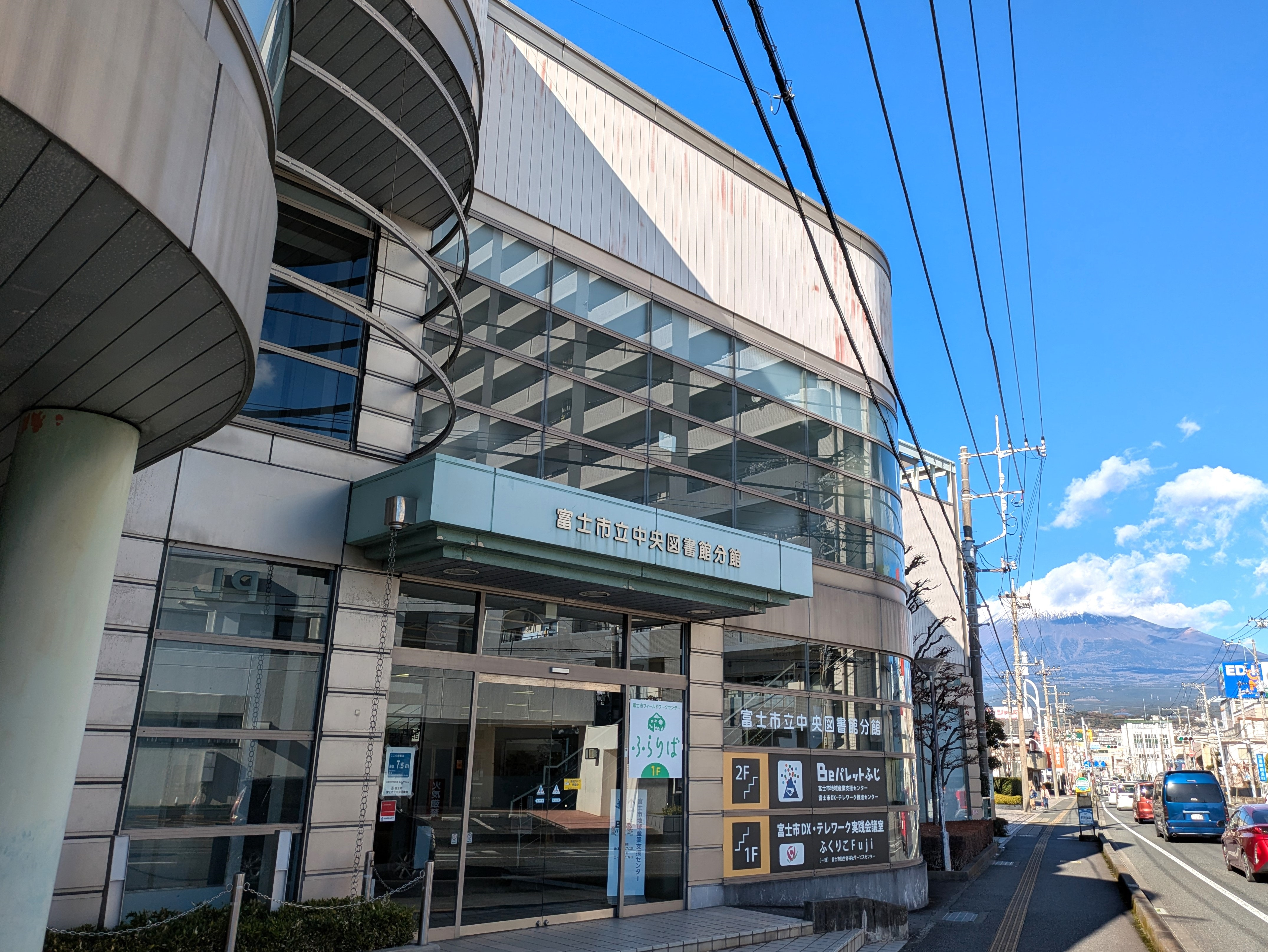
中央図書館分館

「令和2年度　富士市の図書館」参照。
- 開館：2000年（平成12年）8月10日
- 敷地面積：1,865.08㎡
- 延床面積：2,904.67㎡
- 構造：鉄骨造2階建

#### 移動図書館（自動車文庫・FM）
- 開設：1968年（昭和43年）5月（2004年（平成16年）1月更新）
- 車種：いすゞ・エルフ（4代目）
- 書庫面積：78.7㎡
- 蔵書：3万1千冊（うち児童書1万9千冊）

#### 今泉分室

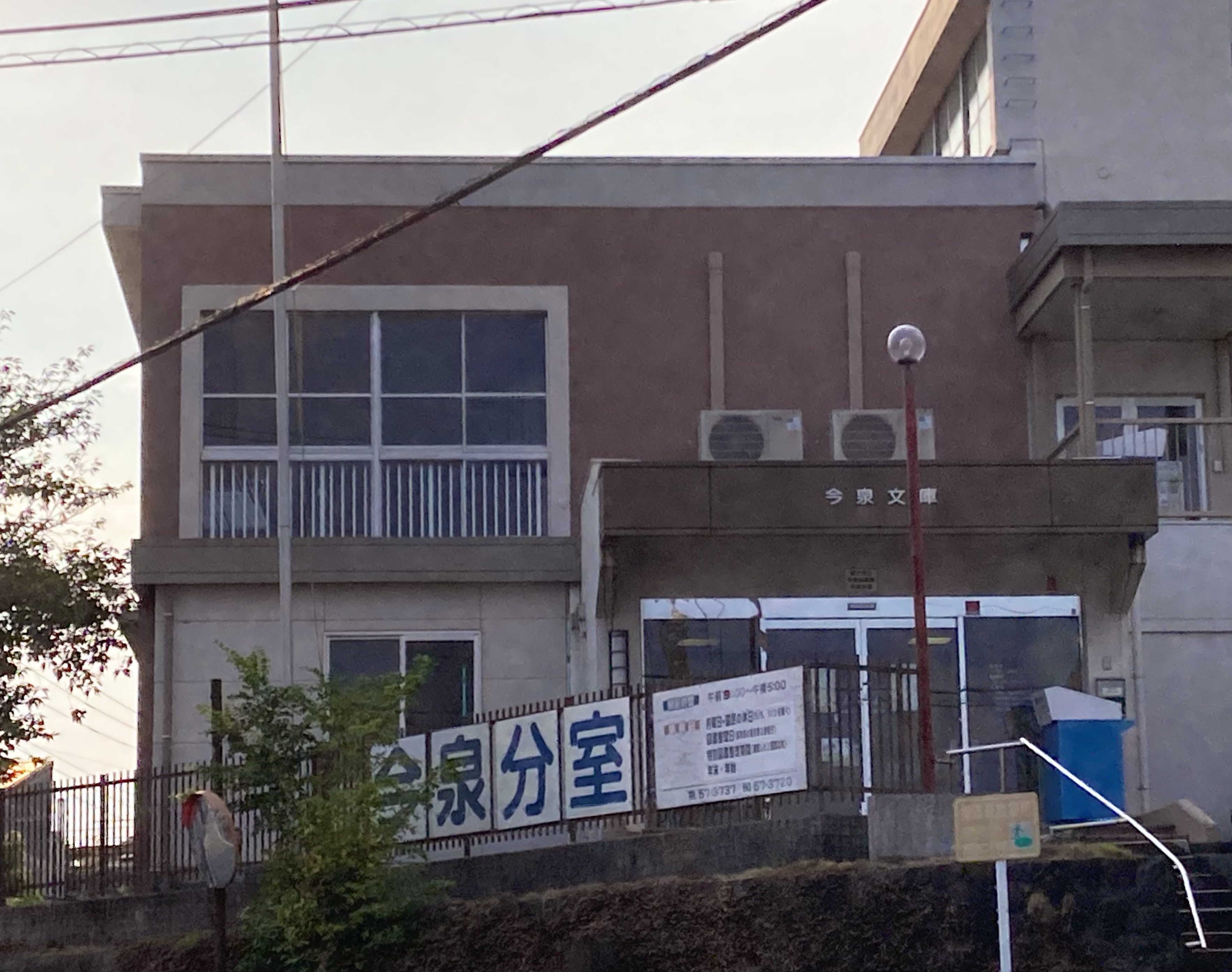
今泉分室

「図書館公式ウェブサイト」参照。
- 所在地：今泉7-12-43
- 開館：2000年（平成12年）4月16日
- 延床面積：359.83㎡
- 構造：鉄筋コンクリート造3階建
- 蔵書：3万9千冊（うち児童書1万7千冊）

#### 田子浦分室
「図書館公式ウェブサイト」参照。
- 所在地：中丸232
- 開館：2003年（平成15年）4月12日
- 延床面積 191.80㎡
- 構造：鉄筋コンクリート造2階建（図書施設は1階）
- 蔵書：3万6千冊（うち児童書1万7千冊）

#### 大淵分室
「図書館公式ウェブサイト」参照。
- 所在地：大淵2885-4
- 開館：2008年（平成20年）4月20日
- 延床面積：220.50㎡
- 構造：鉄筋コンクリート造2階建（図書施設は1階）
- 蔵書：2万9千冊（うち児童書1万1千冊）

#### 富士川分室
「図書館公式ウェブサイト」参照。
- 所在地：岩淵855-39
- 開館：2008年（平成20年）11月5日
- 延床面積：229.99㎡
- 構造：鉄筋コンクリート造3階建（図書施設は1階）
- 蔵書：4万7千冊（うち児童書1万7千冊）

#### でごいち文庫
「図書館公式ウェブサイト」参照。
- 所在地：鷹岡本町12-1
- 開館：1978年（昭和53年）4月17日
- 蔵書：8千冊（うち児童書7千冊）

### 西図書館

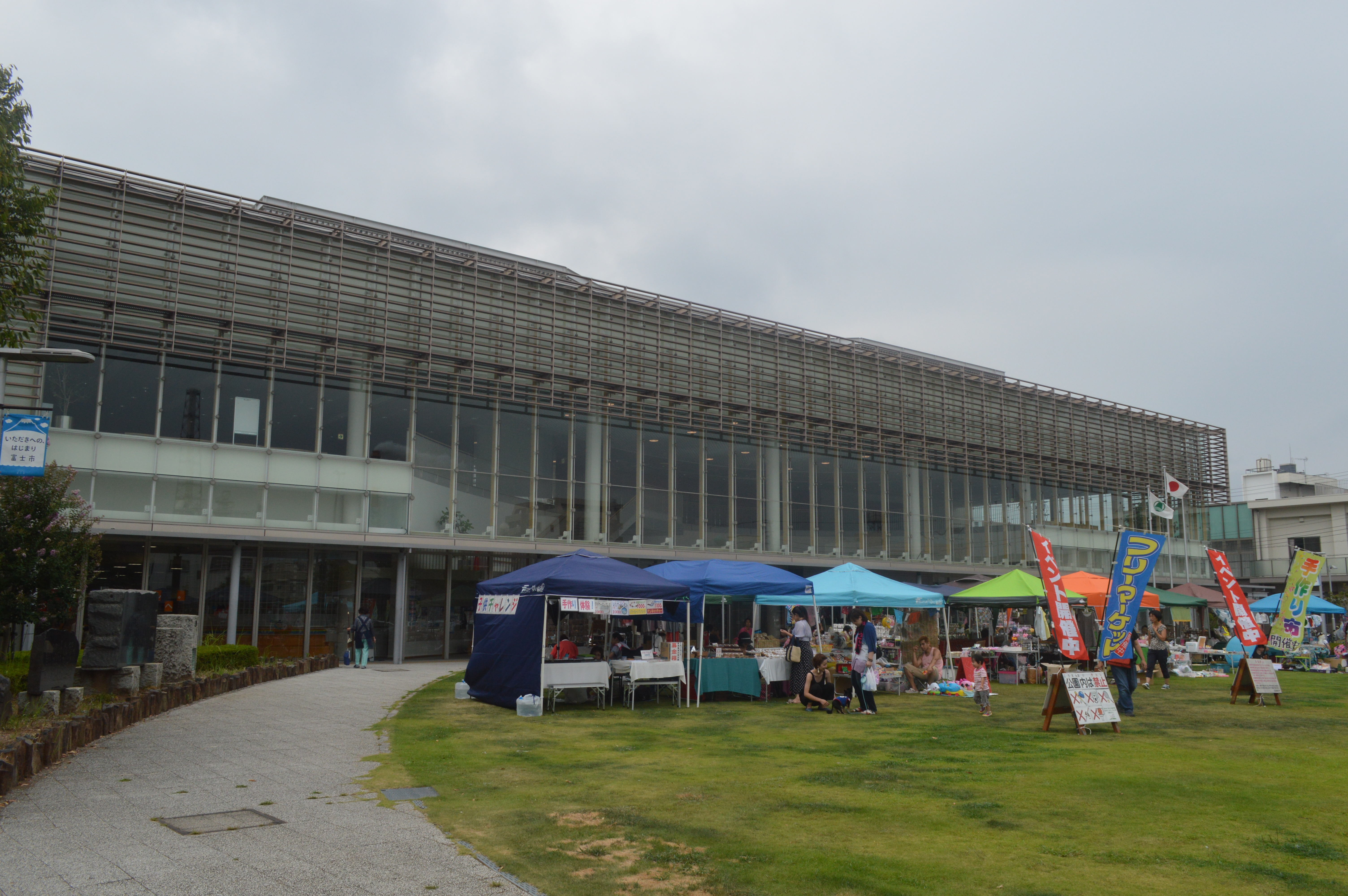
西図書館の入る富士市交流プラザ

- 所在地：富士町20-1（富士市交流プラザ内）
- 開館：1980年（昭和55年）11月25日（2008年（平成20年）4月4日移転）
- 敷地面積：9,278.38㎡
- 延床面積：1,259.02㎡（図書館スペース）
- 構造：鉄筋コンクリート造3階建（図書館部分は1階）
- 蔵書：12万3千冊（うち児童書4万2千冊）

### 東図書館
- 所在地：比奈1447-1
- 開館：1987年（昭和62年）4月1日

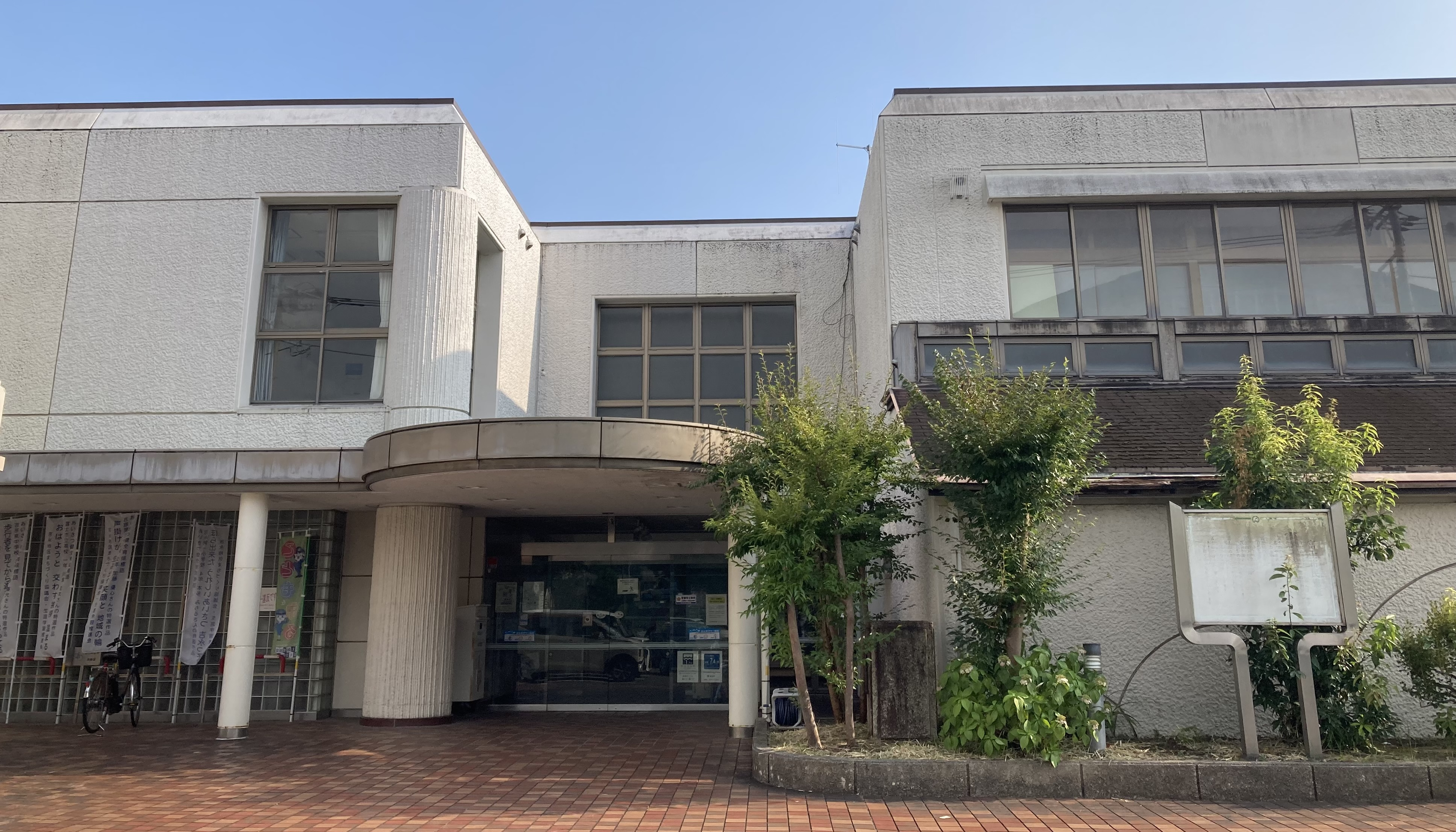
東図書館

- 敷地面積：2,033.01㎡（吉永まちづくりセンターと共用）
- 延床面積：321.73㎡（図書館スペース）
- 構造：鉄筋コンクリート造2階建（図書館部分は1階）
- 蔵書：7万冊（うち児童書2万8千冊）

### 富士文庫
- 所在地：久沢797-1
- 開館：1990年（平成2年）4月18日
- 敷地面積：6,331.64㎡（鷹岡市民プラザと共用）
- 延床面積：823.05㎡（図書館スペース）
- 構造：鉄筋コンクリート（一部鉄骨）造2階建
- 蔵書：11万4千冊（うち児童書3万5千冊）